# 一寺美穂
一寺 美穂（いちでら みほ）は、日本の女性声優。広島県出身。INSPIONエージェンシー所属。NHK Eテレ「サビ抜きで。」ナレーションを務め、舞台「カルテットルーム」「フェスティバル/トーキョー2017」などにも出演している。

## 人物
女性アイドルの鑑賞、パルクール、ダンスなどを趣味とし、絶対音感を持っていることにより、作詞曲及び執筆、並びにピアノ、ドラムなどの音楽を特技としており、器械体操、チアリーディングの経験を持つ。
姉と弟がいる。

## 出演
太字はメインキャラクター。

### アニメ
2023年
- トモちゃんは女の子（生徒役）　

### ゲーム
2021年
- 22/7 音楽の時間（黒瀬京子）

2022年
- ウマ娘 プリティーダービー

2023年
- 早咲きのくろゆり（近江谷 樹）